# Херви, Кевин
Кевин Херви (англ. Kevin Hervey; род. 9 июля 1996, Даллас, штат Техас, США) — американский профессиональный баскетболист, играющий на позиции тяжёлого форварда.

## Карьера
Херви 4 года играл в NCAA за Техасский университет в Арлингтоне, где стал лучшим по подборам за всю историю университета, вторым по набранным очкам и пятым по реализованным трёхочковым броскам. На его счету 36 дабл-даблов, что также является лучшим показателем в истории университета.
В 2018 году Херви был выбран «Оклахомой-Сити Тандер» на драфте НБА. Кевин стал четвертым игроком из университета, выбранным на драфте. В октябре 2018 года Херви подписал контракт с фарм-клубом «Тандер» — «Оклахомой-Сити Блю».
В декабре 2019 года «Тандер» объявили о подписании двухстороннего контракта с Херви. Большую часть времени Кевин играл за вторую команду в G-Лиге, приняв участие в 27 матчах и набирая 12 очков, 7,4 подбора и 2,6 передачи. За основную команду «Тандер» Кевин провёл 9 матчей и отметился статистикой в 1,9 очка и 1,3 подбора.
В сентябре 2020 года Херви перешёл в «Локомотив-Кубань».
В 23 матчах Единой лиги ВТБ Херви набирал 11,7 очка, 4,9 подбора, 1 передачу и 1,5 перехвата. По итогам серий 1/4 финала плей-офф турнира Кевин был включён в символическую пятёрку.
В Еврокубке статистика Херви составила 12,4 очков, 6,9 подбора, 1,2 передач и 1,9 перехватов.
В июле 2021 года Херви подписал контракт с «Виртусом» (Болонья). В составе команды Кевин стал победителем Суперкубка Италии и Еврокубка.

## Достижения
- Обладатель Еврокубка: 2021/2022
- Серебряный призёр чемпионата Италии: 2021/2022
- Обладатель Суперкубка Италии: 2021

## Статистика

### Статистика в НБА
| Сезон                                                                                    | Команда       | Регулярный сезон | Регулярный сезон | Регулярный сезон | Регулярный сезон | Регулярный сезон | Регулярный сезон | Регулярный сезон | Регулярный сезон | Регулярный сезон | Регулярный сезон | Регулярный сезон | Серия плей-офф | Серия плей-офф | Серия плей-офф | Серия плей-офф | Серия плей-офф | Серия плей-офф | Серия плей-офф | Серия плей-офф | Серия плей-офф | Серия плей-офф | Серия плей-офф |
| Сезон                                                                                    | Команда       | GP               | GS               | MPG              | FG%              | 3P%              | FT%              | RPG              | APG              | SPG              | BPG              | PPG              | GP             | GS             | MPG            | FG%            | 3P%            | FT%            | RPG            | APG            | SPG            | BPG            | PPG            |
| ---------------------------------------------------------------------------------------- | ------------- | ---------------- | ---------------- | ---------------- | ---------------- | ---------------- | ---------------- | ---------------- | ---------------- | ---------------- | ---------------- | ---------------- | -------------- | -------------- | -------------- | -------------- | -------------- | -------------- | -------------- | -------------- | -------------- | -------------- | -------------- |
| 2019/20                                                                                  | Оклахома-Сити | 10               | 0                | 5,2              | 25,9             | 15,0             | 0,0              | 1,2              | 0,5              | 0,1              | 0,1              | 1,7              | Не участвовал  | Не участвовал  | Не участвовал  | Не участвовал  | Не участвовал  | Не участвовал  | Не участвовал  | Не участвовал  | Не участвовал  | Не участвовал  | Не участвовал  |
|                                                                                          | Всего         | 10               | 0                | 5,2              | 25,9             | 15,0             | 0,0              | 1,2              | 0,5              | 0,1              | 0,1              | 1,7              | Не участвовал  | Не участвовал  | Не участвовал  | Не участвовал  | Не участвовал  | Не участвовал  | Не участвовал  | Не участвовал  | Не участвовал  | Не участвовал  | Не участвовал  |
| Наведите курсор мыши на аббревиатуры в заголовке таблицы, чтобы прочесть их расшифровку. |               |                  |                  |                  |                  |                  |                  |                  |                  |                  |                  |                  |                |                |                |                |                |                |                |                |                |                |                |

### Статистика в Джи-Лиге
| Сезон                                                                                    | Команда           | Регулярный сезон | Регулярный сезон | Регулярный сезон | Регулярный сезон | Регулярный сезон | Регулярный сезон | Регулярный сезон | Регулярный сезон | Регулярный сезон | Регулярный сезон | Регулярный сезон | Серия плей-офф | Серия плей-офф | Серия плей-офф | Серия плей-офф | Серия плей-офф | Серия плей-офф | Серия плей-офф | Серия плей-офф | Серия плей-офф | Серия плей-офф | Серия плей-офф |
| Сезон                                                                                    | Команда           | GP               | GS               | MPG              | FG%              | 3P%              | FT%              | RPG              | APG              | SPG              | BPG              | PPG              | GP             | GS             | MPG            | FG%            | 3P%            | FT%            | RPG            | APG            | SPG            | BPG            | PPG            |
| ---------------------------------------------------------------------------------------- | ----------------- | ---------------- | ---------------- | ---------------- | ---------------- | ---------------- | ---------------- | ---------------- | ---------------- | ---------------- | ---------------- | ---------------- | -------------- | -------------- | -------------- | -------------- | -------------- | -------------- | -------------- | -------------- | -------------- | -------------- | -------------- |
| 2018/19                                                                                  | Оклахома-Сити Блю | 32               | 15               | 22,4             | 44,6             | 31,6             | 66,7             | 6,7              | 1,8              | 1,3              | 1,3              | 10,9             | 2              | 2              | 29,7           | 57,7           | 50,0           | 100,0          | 8,0            | 2,5            | 2,0            | 0,5            | 20,0           |
| 2019/20                                                                                  | Оклахома-Сити Блю | 27               | 19               | 25,6             | 37,6             | 26,8             | 58,8             | 7,4              | 2,6              | 1,3              | 0,9              | 12,0             | Не участвовал  | Не участвовал  | Не участвовал  | Не участвовал  | Не участвовал  | Не участвовал  | Не участвовал  | Не участвовал  | Не участвовал  | Не участвовал  | Не участвовал  |
|                                                                                          | Всего             | 59               | 34               | 23,9             | 40,9             | 29,2             | 63,4             | 7,0              | 2,1              | 1,3              | 1,1              | 11,4             | 2              | 2              | 29,7           | 57,7           | 50,0           | 100,0          | 8,0            | 2,5            | 2,0            | 0,5            | 20,0           |
| Наведите курсор мыши на аббревиатуры в заголовке таблицы, чтобы прочесть их расшифровку. |                   |                  |                  |                  |                  |                  |                  |                  |                  |                  |                  |                  |                |                |                |                |                |                |                |                |                |                |                |

### Статистика в колледже
| Сезон                                                                                   | Команда      | GP  | GS | MPG  | FG%  | 3P%  | FT%  | RPG | APG | SPG | BPG | PPG  |  |
| --------------------------------------------------------------------------------------- | ------------ | --- | -- | ---- | ---- | ---- | ---- | --- | --- | --- | --- | ---- |  |
| 2014/15                                                                                 | УТ Арлингтон | 31  | 16 | 21,7 | 36,8 | 25,9 | 71,4 | 6,0 | 0,7 | 0,6 | 0,3 | 7,1  |  |
| 2015/16                                                                                 | УТ Арлингтон | 16  | 16 | 29,8 | 45,3 | 32,3 | 75,7 | 9,8 | 2,9 | 0,7 | 0,8 | 18,1 |  |
| 2016/17                                                                                 | УТ Арлингтон | 35  | 28 | 27,8 | 45,8 | 34,2 | 75,3 | 8,5 | 2,1 | 1,2 | 0,4 | 17,1 |  |
| 2017/18                                                                                 | УТ Арлингтон | 33  | 26 | 32,2 | 44,6 | 33,9 | 80,7 | 8,5 | 2,2 | 1,2 | 0,6 | 20,5 |  |
|                                                                                         | Всего        | 115 | 86 | 27,7 | 43,9 | 32,3 | 76,8 | 8,0 | 1,9 | 1,0 | 0,5 | 15,5 |  |
| Наведите курсор мыши на аббревиатуры в заголовке таблицы, чтобы прочесть их расшифровку |              |     |    |      |      |      |      |     |     |     |     |      |  |